# Stine Bosse
Stine Bosse, née le 21 décembre 1960 à Virum au Danemark, est une cheffe d'entreprise, débatteuse et femme politique danoise.

## Carrière
Diplômée de l'université de Copenhague en 1987, Stine Bosse rejoint la compagnie d'assurance danoise Tryg en 1988. Elle devient PDG du groupe d'assurance TrygVesta en 2003 jusqu'à sa démission en 2011. Durant cette période, elle est désignée à plusieurs reprises par le Financial Times parmi les femmes d'affaires les plus influentes.
En janvier 2012, elle est nommée présidente du théâtre royal danois par le ministre de la Culture, Uffe Elbæk. En novembre 2013, le conseil d'administration qu'elle préside décide de limoger le directeur du théâtre, en fonction depuis six ansx. Cette décision fait polémique, et est ouvertement critiquée par plusieurs de ses prédécesseurs. Son mandat à la tête de l'institution prend fin en décembre 2015, quand le ministre de la Culture Bertel Haarder annonce le remplacement de l'intégralité du conseil d'administration.
Elle est désormais membre de plusieurs conseils d'administration.
Elle entre en politique en août 2023, quand elle annonce sa candidature aux élections européennes de 2024, en tant que tête de liste des Modérés, le parti de l'ancien Premier ministre Lars Løkke Rasmussen. Le 9 juin 2024, sa liste remporte 6,0 % des voix et un siège, lui permettant donc de devenir députée européenne. Après son élection, elle siège au sein du groupe Renew Europe et de la commission de l'environnement, de la santé publique et de la sécurité alimentaire. Pendant le début de la législature, elle soutient la transformation de la sous-commission de la santé publique en commission de plein exercice, une proposition adoptée en décembre 2024. Elle devient vice-présidente de cette nouvelle commission en janvier 2025.

## Distinctions et honneurs
- Chevalier de l'ordre de Dannebrog (2008)[9]